# Paracalia lopezii
Paracalia lopezii là một loài thực vật có hoa trong họ Cúc. Loài này được (M.O.Dillon & Sagást.) A.Correa mô tả khoa học đầu tiên năm 2003.